# (4640) Hara
(4640) Hara es un asteroide perteneciente al cinturón de asteroides, descubierto el 1 de abril de 1989 por Yoshio Kushida y el también astrónomo Osamu Muramatsu desde el Yatsugatake-Kobuchizawa Observatory, Japón.

## Designación y nombre
Designado provisionalmente como 1989 GA. Fue nombrado Hara en honor al profesor de la Universidad Aoyama Gakuin Megumi Hara, una autoridad en nombres de las estrellas, mitos e historia de las constelaciones.

## Características orbitales
Hara está situado a una distancia media del Sol de 2,251 ua, pudiendo alejarse hasta 2,494 ua y acercarse hasta 2,008 ua. Su excentricidad es 0,107 y la inclinación orbital 4,209 grados. Emplea 1234 días en completar una órbita alrededor del Sol.

## Características físicas
La magnitud absoluta de Hara es 13,2. Tiene 6,053 km de diámetro y su albedo se estima en 0,304.